# Alfred Kramer (SS-Mitglied)
Alfred Kramer (* 7. November 1898 in Waldenburg, Schlesien; † 29. Mai 1946 in Landsberg am Lech) war SS-Hauptscharführer und Verantwortlicher für einen Gefangenentransport bei der Evakuierung des KZ Warschau sowie Lagerführer des KZ-Außenlager Kaufering I – Landsberg. Als Kriegsverbrecher wurde Kramer in den Dachauer Prozessen zum Tode verurteilt und hingerichtet.

## Leben
Kramer, von Beruf Maler, diente ab 1916 in der deutschen Armee. Aus Kramers Ehe gingen drei Kinder hervor. Nach eigenen Angaben trat er der SS am 20. April 1933 freiwillig bei. Ab dem 1. September 1939 gehörte Kramer zum Personal des Konzentrationslagers Buchenwald; im September 1941 wurde er in das KZ Majdanek im besetzten Polen versetzt. Zum 20. Mai 1942 wurde er zum Hauptscharführer befördert.

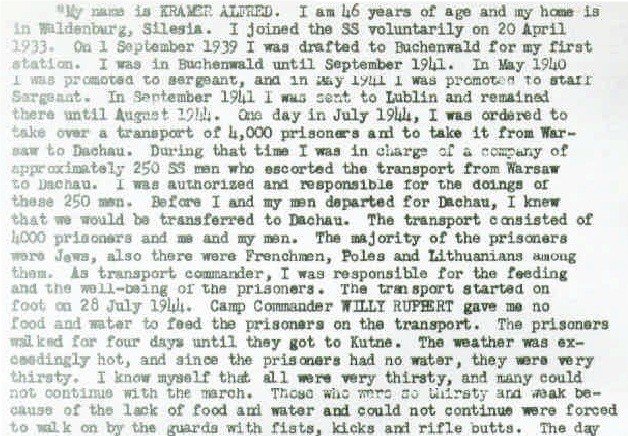
Auszug aus der Aussage Kramers vom 1. November 1945 (englische Übersetzung).

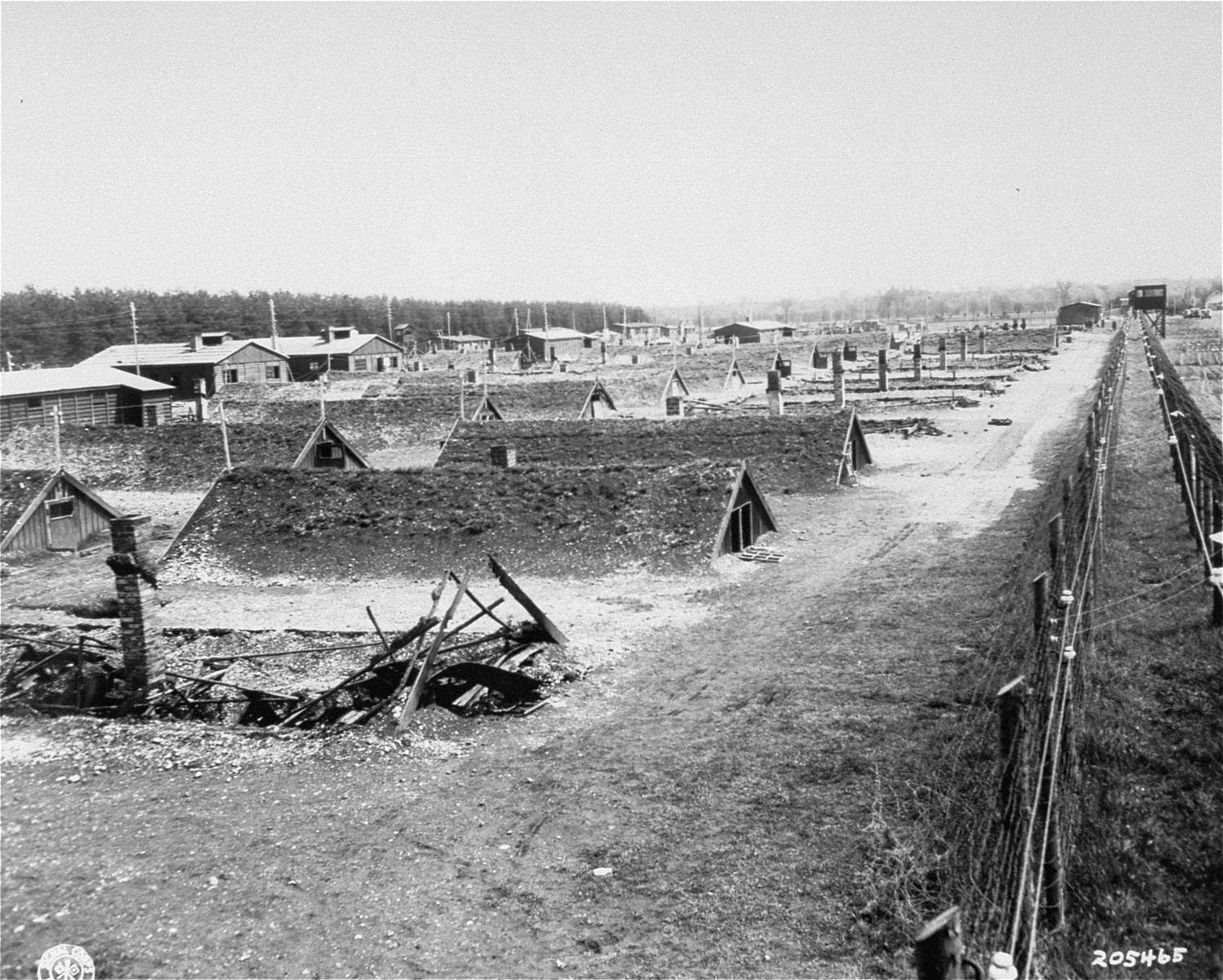
Erdhütten in einem KZ-Außenlager bei Kaufering. Aufnahme vom 29. April 1945 nach der Befreiung durch die US-Armee.

Bei der Auflösung des KZ Warschaus Ende Juli 1944 war Kramer nach eigener Aussage der Verantwortliche für den Transport von etwa 4.000 Gefangenen in das KZ Dachau, die von 250 SS-Mitgliedern bewacht wurden. Die KZ-Häftlinge, in ihrer Mehrzahl Juden, wurden bei hochsommerlichen Temperaturen in einem viertägigen Fußmarsch zu einer Bahnstation getrieben und von dort in Viehwagen nach Dachau transportiert. Nach Kramers Angaben waren weder ausreichend Wasser noch Nahrung vorhanden. Zwei oder drei Gefangene wurden von der SS erschossen, als sie aus einem Fluss trinken wollten. Kramer zufolge starben während des Fußmarsches 30 bis 35 KZ-Häftlinge an Unterernährung, Krankheiten oder durch Schläge des Wachpersonals. Weitere Häftlinge kamen während der fünftägigen Bahnfahrt nach Dachau zu Tode.
Am 3. September 1944 wurde Kramer in ein Außenlager des KZ Dachau im Gebiet von Kaufering und Landsberg am Lech versetzt. In diesem Gebiet entstanden elf Lager des KZ-Außenlagerkomplexes Kaufering; die Häftlinge wurden als Zwangsarbeiter beim Bau eines halbunterirdischen Betonbunkers eingesetzt, in dem Jagdflugzeuge produziert werden sollten. Kramer war zunächst Lagerführer im Außenlager Kaufering I nahe der Iglinger Straße in Landsberg mit etwa 1.800 Häftlingen, vorwiegend litauische Juden. Unter seinem Kommando standen 100 bis 120 Angehörige des KZ-Personals, sein vorgesetzter Kommandant war Walter Langleist. Nach Kramers eigenen Angaben wurden die Häftlinge mit Fäusten, Stöcken und Peitschen geschlagen, teilweise mit Todesfolge. Zur Bestrafung der Häftlinge habe es Stehzellen gegeben, in die diese acht bis zehn Stunden, teilweise auch zwei bis drei Nächte eingesperrt wurden. Kramer gab an, bei der Hinrichtung von sechs Juden Ende November 1944, die vor den Augen aller Häftlinge vollzogen wurde, anwesend gewesen zu sein. Die Häftlinge im Außenlager I waren in Erdhütten untergebracht, die mit Ungeziefer verseucht waren und deren Dächer undicht waren. Sie leisteten in einer Zementfabrik Zwangsarbeit; die reine Arbeitszeit betrug täglich zwölf Stunden, während der es eine Tasse Suppe zu essen gab. Der gesamte Arbeitstag umfasste 18 bis 19 Stunden.
Als Lagerführer des Außenlagers I blieb Kramer bis zum 12. November 1944 im Amt. Kurz vor der Befreiung der Konzentrationslager floh er am 28. April per Fahrrad aus Landsberg. Am 3. Mai wurde er von den amerikanischen Streitkräften zwischen Gmund und Hausham gefangen genommen.
Nach Kriegsende war Kramer ab dem 15. November 1945 zusammen mit weiteren 39 Angehörigen des Lagerpersonals Angeklagter im Dachau-Hauptprozess, der im Rahmen der Dachauer Prozesse stattfand. Die Anklage vor dem amerikanischen Militärgericht lautete auf „Verletzung der Gesetze und Gebräuche des Krieges“, gleichermaßen gegen Zivilpersonen wie gegen Kriegsgefangene. Innerhalb der Anklage spielte der Begriff des „Common Design“, des gemeinsamen Vorhabens eines Verbrechens eine zentrale Rolle: Nicht allein die individuellen Taten des KZ-Personals wurden als verbrecherisch angesehen, sondern das System der Konzentrationslager an sich. Im Zuge der Vorermittlungen hatte es sich als schwierig erwiesen, einzelne Verbrechen den Angeklagten zuzuordnen, da nur einige KZ-Häftlinge überlebt hatten, die infolge ihrer Traumatisierung nur unpräzise Aussagen tätigen konnten oder die Namen der Täter nur teilweise kannten. Als einziger der Angeklagten bekannte sich Kramer zu seinem Antisemitismus.
Kramer wurde am 13. Dezember 1945 ebenso wie 35 weitere Angeklagte zum Tode verurteilt. Das Gericht sah in seinem Fall das Schlagen und Treten von Häftlingen, teilweise mit Todesfolge, als individuelle Exzesstat als erwiesen an. Ebenso habe Kramer Ende Oktober oder Anfang November Häftlinge ohne Schuhe zur Arbeit marschieren lassen. Das Urteil wurde am 5. April 1946 vom Oberbefehlshaber der amerikanischen Streitkräfte in Europa bestätigt, nach einer entsprechenden Empfehlung durch ein „Review Board“ der Armee. Kramer wurde am 29. Mai 1946 im Kriegsverbrechergefängnis Landsberg gehängt.